# Kanami
Kiyotsugu Kan'ami (?, 観阿弥 清次, Kan'ami Kiyotsugu; 1333 – 1384) è stato un attore teatrale e musicista giapponese durante il periodo Muromachi.

## Biografia
Nacque nella provincia di Iga nella prefettura di Mie col nome Yūzaki Kiyotsugu (結崎清次), ma utilizzò anche i soprannomi 'Miyomaru' e 'Kanza Kiyotsugu' (観世 清次).
Si avvicinò al teatro grazie agli insegnamenti del maestro di spettacoli Dengaku ("musica delle risaie"), Kazutada.

## Teatro
La carriera di Kan'ami cominciò ad Obata quando egli fondò un gruppo teatrale basato sulla forma di teatro Sarugaku ("musica di scimmie"). La troupe si trasferì a Yamato e formò la compagnia teatrale Yuzaki, che divenne poi la scuola per attori nō Kanze (Kanze-ryū) della forma teatrale Nō, nata dall'unione del Sarugaku con il Dengaku. La sua popolarità crebbe e continuò i suoi spettacoli a Kyoto. Nel 1374, lo shōgun Ashikaga Yoshimitsu assistette ad un suo spettacolo e ne rimase impressionato. Lo shogun divenne il patrono di Kan'ami.
Kan'ami fu il primo drammaturgo ad incorporare lo stile Kusemai alla danza e alle canzoni e lo stile Dengaku alla danza per le celebrazioni rustiche del raccolto. 
Rinnovò le strutture teatrali tradizionali scrivendo anche i testi di alcuni drammi, i quali riadattati nel corso dei secoli, sono inseriti ancora oggi nel repertorio del teatro Nō.
Egli insegnò il suo stile al figlio Zeami Motokiyo che lo succedette come direttore della scuola Nō.
Kan'ami morì l'8 giugno del 1384, nella provincia di Suruga.

## Opere famose
- Komachi
- Ji'nen koji
- Shiino shōshō
- Matzukaze
- Eguchi